# Cmentarz ewangelicki w Stonawie
Cmentarz ewangelicki w Stonawie – cmentarz luterański w Stonawie, w kraju morawsko-śląskim w Czechach. Jest własnością zboru Śląskiego Kościoła Ewangelickiego Augsburskiego Wyznania w Stonawie.
Ewangelicy zamieszkali w Stonawie byli początkowo członkami zboru w Błędowicach, a pogrzeby odbywały się na stonawskim cmentarzu rzymskokatolickim.
W 1858 roku została założona ewangelicka gmina cmentarna, która w tym samym roku doprowadziła do otwarcia we wsi cmentarza ewangelickiego. Rok później zbudowano na nim kaplicę z dzwonnicą.
W sąsiedztwie nekropolii w 1938 roku poświęcono kościół ewangelicki.
Na cmentarzu w 1989 roku został pochowany Władysław Santarius, duchowny Śląskiego Kościoła Ewangelickiego Augsburskiego Wyznania i działacz Społeczności Chrześcijańskiej.